# Ciganke (telenovela)
Ciganke (šp.Gitanas) meksička je telenovela nastala 2004. godine. Glavne uloge imali su Ana de la Reguera, Manolo Cardona, Dolores Heredia i Saúl Lisazo.Serija se također prikazivala u Meksiku, Sjedinjenim Američkim Državama, Rumunjskoj, Bugarskoj i Slovačkoj. 
Telenovela se velikim dijelom temelji na čileanskoj telenoveli Romané.

## Sinopsis
Telenovela priča priču Marije Salomé (Ana de la Reguera), mlade i lijepe Romkinje, koja se zaljubila u gayó-a (ne-Roma), Sebastiána (Manolo Cardona). Kad su se njih dvoje susreli u ribarskom selu Topolobampu (Sinaloa), to je bila ljubav na prvi pogled. Njihovu ljubav brani romski običaj, a osuđen je zbog rasnih predrasuda u Marijinoj kulturi.
Drugi važni likovi su Salomin djed (El Patriarca) i njena mati Jovanka (Dolores Heredia), Rafael Domínguez (Carlos Torres Torija), Doña Victoria Domínguez (Saby Kamalich), Mama Pasca, Jonás (Erick Elias) i njegov otac Drago, Padre Domínguez, Salomine sestre Sashenka i María Magdalena, kao i ikonski romski lik Sante Sare (Santa Sara).
Jovanka, jedina pripadnica patrijahalne obitelji, vraća se u grad Malarribo, želeći se osvetiti za djelo koje joj je netko učinio u prošlosti.Duboko u svom srcu, skriva ljutnju i ogorčenost, jer je svoje tijelo i dušu dala Rafaelu Domínguezu, pripadniku najbogatije i najmoćnije obitelji u gradu, koji ju je nakon toga ponizio i ostavio neizbrisiv trag u njenom srcu. No njezin izgled hladne i bahate žene kada upozna Juana Domíngueza, Rafaelova brata, koji će u njoj probuduiti osjećaje za koje ona misli da su mrtvi.
Jovanka se u grad vraća sa svojim trima kćerima, pravom, Maríjom Sashenkom i posvojenim, Maríjom Salomé i Maríjom Magdalenom.No, María Salomé će se zaljubiti u Sebastiána, Rafaelova sina.María Salomé i Sebastián živjet će intenzivno, i braniti svoju ljubav do kraja.

## Uloge
| Glumac                  | Lik                        |
| ----------------------- | -------------------------- |
| Manolo Cardona          | Sebastián Domínguez        |
| Ana de la Reguera       | María Salomé               |
| Saúl Lisazo             | Juan Domínguez             |
| Dolores Heredia         | Jovanka Sanchez            |
| Mariana Gajá            | María Sashenka             |
| Karina Mora             | María Magdalena            |
| Carlos Torres Torrija   | Rafael Domínguez           |
| Saby Kamalich           | Victoria Lambert Domínguez |
| Marco Antonio Treviño   | Vanya#1                    |
| Marcos Treviño          | Vanya#2                    |
| Luisa Huertas           | Mamá Paska                 |
| Arturo Ríos             | Drago                      |
| Esteban Soberanes       | Rodrigo                    |
| Alejandro Calva         | Lazlo                      |
| Itari Marta             | Milenka                    |
| Karina Gidi             | Vinka                      |
| Eric Elias              | Jonás                      |
| Manuel Balbi            | Mirko                      |
| Ilean Almaguer          | Camila                     |
| Álvaro Guerrero         | Santiago                   |
| Gastón Melo             | Escudero                   |
| Luis Gerardo Méndez     | Claudio                    |
| Gabriela de la Garza    | Sandra                     |
| Elizabeth Cervantes     | Eréndira                   |
| Farensio de Bernal      | Baldomero                  |
| Pablo Laffite           | Ianko                      |
| Chao                    | Branco                     |
| Carmen Madrid           | Ofelia                     |
| Ximena Gonzalez - Rubio | Jimena                     |
| Luis Koellar            | Rafael Domínguez (mlad)    |

## Vanjske poveznice
- (šp.) Telemundo
- IMDB
- Telenovela Database
- TFL Approved Fanlisting  Arhivirana inačica izvorne stranice od 15. siječnja 2010. (Wayback Machine)